# Geoarchäologie
In der Geoarchäologie wird mit geowissenschaftlichen Methoden archäologischen Fragen nachgegangen. Im Mittelpunkt dabei steht die Rekonstruktion historischer und prähistorischer Landschaften mit Sedimentuntersuchungen, bodengeographischen Untersuchungen und Rohmaterialanalysen. Disziplinäre Anknüpfungspunkte bestehen insbesondere zur Geographie (speziell Geomorphologie, Bodengeographie und Siedlungsgeographie) und Geologie.

## Entwicklungsgeschichte
Nach früheren Ansätzen in den USA etabliert sich die Geoarchäologie derzeit als eigenes, methodisch orientiertes Fachgebiet innerhalb der Geographie und der Archäologie. So gibt es bereits mehrere geoarchäologische Masterstudiengänge an Geographischen Instituten in Deutschland. Im Hintergrund stehen zunehmende Forschungen im Bereich der Siedlungsarchäologie oder Landschaftsarchäologie seit Ende der 1980er Jahre, die einen Bedarf an methodisch spezialisierten Fachleuten haben erkennen lassen.

## Abgrenzung und Aufgaben
Als Teil der Physischen Geographie, der Geowissenschaften und der Archäologie bildet die Geoarchäologie Schnittmengen mit zwei wesentlichen Forschungsgebieten. Die Geoarchäologie beschäftigt sich mit der lokalen Geomorphologie und Bodenkunde für die archäologisch relevanten Grabungsschnitte Hierzu werden die Bodenverhältnisse im Vorfeld archäologischer Maßnahmen (Zustand des Bodenab- oder auftrags, oder Anschüttungen) untersucht (Geophysikalische Prospektion), die bodenkundliche Begleitung von Prospektionen, Sondagen und Grabungen sichergestellt (Profilaufnahmen, Bohrungen, Probeentnahmen und anschließende Laboruntersuchungen) und die Geofaktoren, z. B. Veränderungen von Bodenhorizonten, Wasser und Bodenreliefs, im grabungsrelevanten, archäologischen Terrain rekonstruiert. Eine große Rolle bei geoarchäologischen Untersuchungen spielen Multiproxyanalysen, bei denen unterschiedliche physikalische und geochemische Sedimenteigenschaften bestimmt werden, außerdem unterschiedliche Datierungsmethoden.

## Arbeitsschwerpunkte
Die Anwendungsgebiete der Geoarchäologie sind zahlreich. Schwerpunkt dabei ist die Arbeit mit holozänen Sedimenten, u. a. Kolluvien, Auelehmen, Seesedimenten und teils marinen Sedimenten, die unter dem Einfluss des Menschen abgelagert wurden. Dabei häufig verwendete Methoden sind die Pollenanalyse und geophysikalischen Untersuchungen, wie etwa Geoelektrik und Georadar. Verbreitet ist auch die Herkunftsbestimmung von Gesteinen, z. B. von Obsidian. Neben klassischen Methoden wie Dünnschliffuntersuchungen können auch aufwändige geochemische Analysen erforderlich sein, um die Herkunft eines Gesteins sicher eingrenzen zu können.
Geomorphologische oder bodengeographische Prozesse können für die Interpretation archäologischer Objekte eine wesentliche Rolle spielen, da sie Erhaltung und Auffindungschancen dieser nachhaltig beeinflussen. Bodenkundliche Untersuchungen bieten aber auch wichtige Ansatzpunkte für die Rekonstruktion früherer Landschaften, indem einerseits Nutzungspotentiale der Vergangenheit analysiert und andererseits topographische Veränderungen, wie die Zuschwemmung von Tälern oder die Verlandung von Seen näher erfasst werden können. Zunehmend wird ergänzend auch von einer Archäogeographie gesprochen, welche die Lücke zwischen Paläogeographie und Historischer Geographie schließen, und urgeschichtliche Landschaften als Ausdruck des prähistorischen Mensch-Umwelt-Verhältnisses seit dem Auftreten des Menschen untersuchen soll.

## Forschungsorganisation
Seit 2004 existiert auch der Arbeitskreis Geoarchäologie, in dem sich Geographen und Archäologen gleichermaßen austauschen und zusammenarbeiten.